# Saint-Laurent-de-Cognac
Pour les articles homonymes, voir les autres communes Saint-Laurent de Charente.
Saint-Laurent-de-Cognac est une commune du Sud-Ouest de la France située dans le département de la Charente, en région Nouvelle-Aquitaine.
Ses habitants sont appelés les Saint-Laurentais et Saint-Laurentaises.

## Géographie

### Localisation et accès
Saint-Laurent-de-Cognac est une commune de l'ouest du département de la Charente limitrophe de la Charente-Maritime, située à 6 km à l'ouest de Cognac et 18 km à l'est de Saintes, sur la rive droite de la Charente.
Saint-Laurent est aussi à 44 km à l'ouest d'Angoulême.
La commune est traversée par la N 141 entre Cognac et Saintes, maillon occidental de la route Centre-Europe Atlantique, et la D 24 dite route basse de Saintes qui longe la Charente vers l'ouest. La D. 44 menant à Louzac-Saint-André dessert le bourg, et la D 83 longe la Charente vers l'est vers Crouin et Cognac. La D 144 au sud franchit le fleuve en direction de Merpins.
La gare la plus proche est celle de Cognac, desservie par des TER à destination d'Angoulême, Saintes et Royan avec correspondance à Angoulême pour Paris, Bordeaux, Poitiers et Limoges, et à Saintes pour La Rochelle et Niort.

### Hameaux et lieux-dits
Hormis le bourg de Saint-Laurent, la commune comprend Jarnouzeau, hameau important situé au sud de la commune sur la route de Crouin.

### Communes limitrophes
|                                           | Louzac-Saint-André      |          |
| Chérac (Charente-Maritime)                | Saint-Laurent-de-Cognac | Javrezac |
| Salignac-sur-Charente (Charente-Maritime) | Merpins                 | Cognac   |

### Géologie et relief

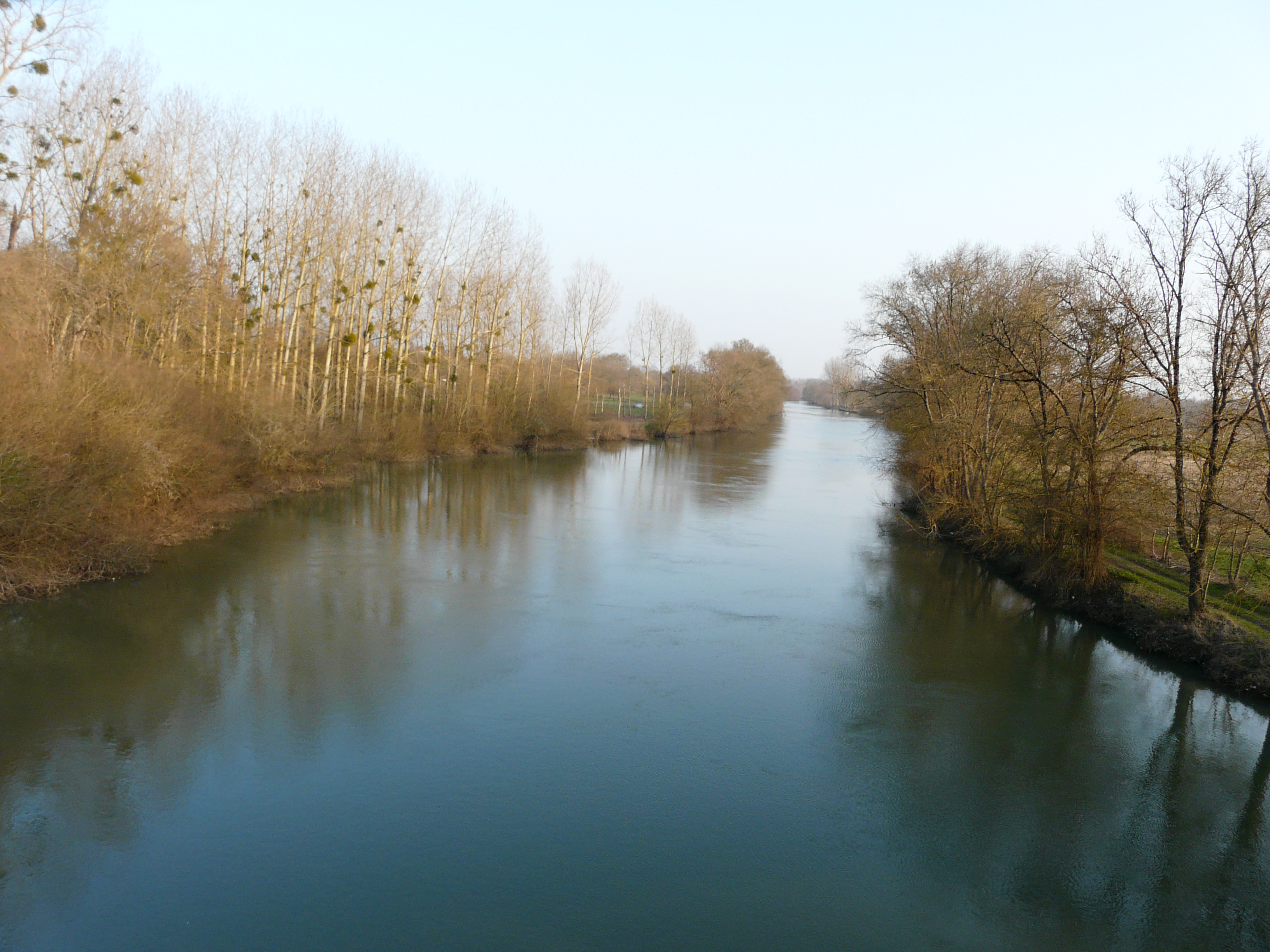
La Charente entre Saint-Laurent-de-Cognac (à gauche) et Merpins.

La commune est située sur un plateau calcaire datant du Crétacé, qui appartient au Santonien et consiste en calcaires tendres et crayeux.
La vallée de la Charente, au sud de la commune, est occupée par des alluvions du Quaternaire. Ces alluvions sont récentes pour la partie inondable, et accumulées en une basse terrasse pour la partie plus ancienne (glaciation de Riss),,.
La rive droite de la Charente a un relief peu accentué qui descend progressivement vers le fleuve.
La vallée est inondable (elle s'appelle la prée), certaines routes d'accès fréquemment coupées (une partie des terres ne sont qu'à 4 m d'altitude) mais les constructions sont situées un peu en hauteur à l'abri des débordements.
Le point culminant de la commune est à une altitude de 76 m, situé sur la limite nord. Le point le plus bas est à 2 m, situé le long de la Charente. Le bourg est à environ 20 m d'altitude.

### Hydrographie

#### Réseau hydrographique

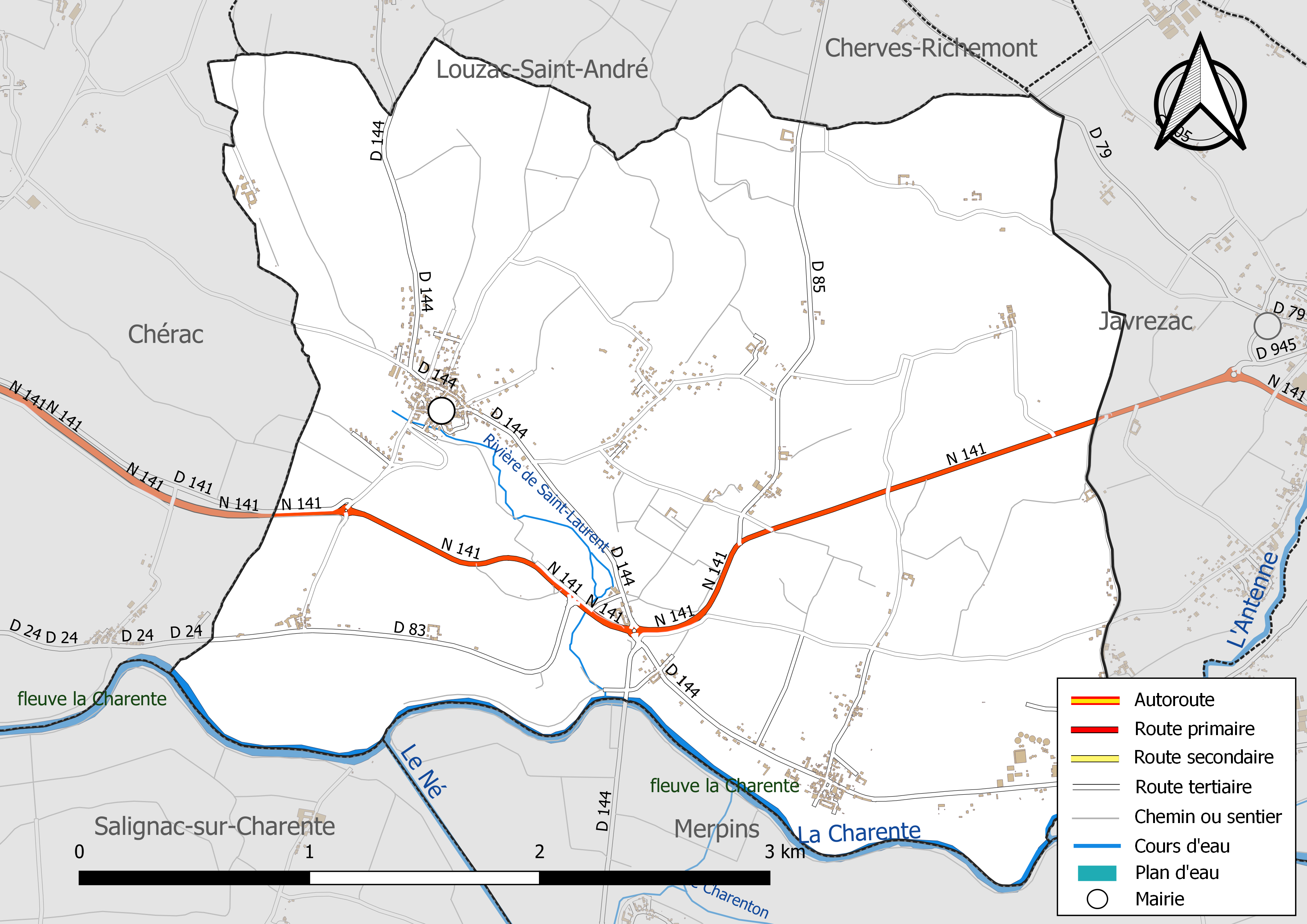
Réseaux hydrographique et routier de Saint-Laurent-de-Cognac.

La commune est située dans le bassin versant de la Charente au sein du Bassin Adour-Garonne. Elle est drainée par la Charente, l'Antenne, Rivière de Saint-Laurent, qui constituent un réseau hydrographique de 3 km de longueur totale,.
La commune de Saint-Laurent-de-Cognac est bordée au sud par la Charente sur sa rive droite.
Sur la commune se trouvent deux affluents de la Charente, l'Antenne qui délimite la commune à l'extrême sud-est, puis un peu en aval la rivière de Saint-Sulpice longue de 2 km, qui passe au bourg.

#### Gestion des eaux
Le territoire communal est couvert par le schéma d'aménagement et de gestion des eaux (SAGE) « Charente ». Ce document de planification, dont le territoire correspond au bassin de la Charente, d'une superficie de 9 300 km2, a été approuvé le 19 novembre 2019. La structure porteuse de l'élaboration et de la mise en œuvre est l'établissement public territorial de bassin Charente. Il définit sur son territoire les objectifs généraux d’utilisation, de mise en valeur et de protection quantitative et qualitative des ressources en eau superficielle et souterraine, en respect des objectifs de qualité définis dans le troisième SDAGE  du Bassin Adour-Garonne qui couvre la période 2022-2027, approuvé le 10 mars 2022.

### Climat
Comme dans toute la Charente sauf l'extrême nord-est, le climat est océanique aquitain.
| Mois                              | jan. | fév.  | mars  | avril | mai   | juin  | jui.  | août  | sep.  | oct. | nov. | déc. | année   |
| --------------------------------- | ---- | ----- | ----- | ----- | ----- | ----- | ----- | ----- | ----- | ---- | ---- | ---- | ------- |
| Température minimale moyenne (°C) | 2    | 2,8   | 3,8   | 6,2   | 9,4   | 12,4  | 14,4  | 14    | 12,1  | 8,9  | 4,7  | 2,6  | 7,8     |
| Température moyenne (°C)          | 5,4  | 6,7   | 8,5   | 11,1  | 14,4  | 17,8  | 20,2  | 19,7  | 17,6  | 13,7 | 8,6  | 5,9  | 12,5    |
| Température maximale moyenne (°C) | 8,7  | 10,5  | 13,1  | 15,9  | 19,5  | 23,1  | 26,1  | 25,4  | 23,1  | 18,5 | 12,4 | 9,2  | 17,7    |
| Ensoleillement (h)                | 80   | 103,9 | 153,3 | 184,5 | 204,9 | 239,6 | 276,4 | 248,3 | 199,4 | 159  | 96,8 | 78,8 | 2 024,9 |
| Précipitations (mm)               | 80,4 | 67,3  | 65,9  | 68,3  | 71,6  | 46,6  | 45,1  | 50,2  | 59,2  | 68,6 | 79,8 | 80   | 783,6   |

## Urbanisme

### Typologie
Au 1er janvier 2024, Saint-Laurent-de-Cognac est catégorisée commune rurale à habitat dispersé, selon la nouvelle grille communale de densité à 7 niveaux définie par l'Insee en 2022.
Elle est située hors unité urbaine. Par ailleurs la commune fait partie de l'aire d'attraction de Cognac, dont elle est une commune de la couronne,. Cette aire, qui regroupe 44 communes, est catégorisée dans les aires de 50 000 à moins de 200 000 habitants,.

### Occupation des sols
L'occupation des sols de la commune, telle qu'elle ressort de la base de données européenne d’occupation biophysique des sols Corine Land Cover (CLC), est marquée par l'importance des territoires agricoles (83,4 % en 2018), en diminution par rapport à 1990 (85,8 %). La répartition détaillée en 2018 est la suivante : 
cultures permanentes (47,8 %), zones agricoles hétérogènes (24,6 %), forêts (11,9 %), terres arables (9,2 %), zones urbanisées (2,4 %), zones industrielles ou commerciales et réseaux de communication (2,3 %), prairies (1,8 %). L'évolution de l’occupation des sols de la commune et de ses infrastructures peut être observée sur les différentes représentations cartographiques du territoire : la carte de Cassini (XVIIIe siècle), la carte d'état-major (1820-1866) et les cartes ou photos aériennes de l'IGN pour la période actuelle (1950 à aujourd'hui).

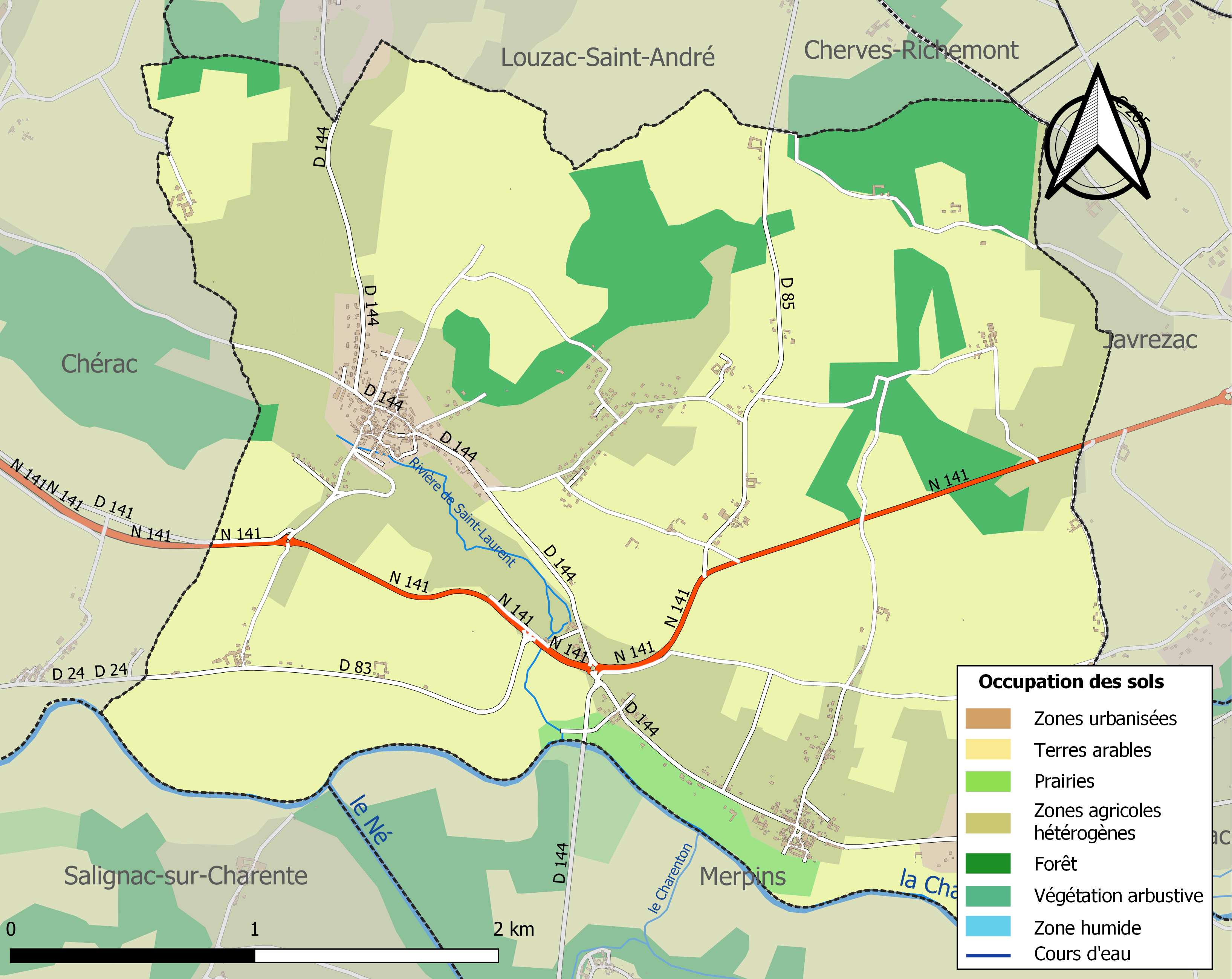
Carte des infrastructures et de l'occupation des sols de la commune en 2018 (CLC).

### Risques majeurs
Le territoire de la commune de Saint-Laurent-de-Cognac est vulnérable à différents aléas naturels : météorologiques (tempête, orage, neige, grand froid, canicule ou sécheresse), inondations et séisme (sismicité modérée). Il est également exposé à un risque technologique, le transport de matières dangereuses. Un site publié par le BRGM permet d'évaluer simplement et rapidement les risques d'un bien localisé soit par son adresse soit par le numéro de sa parcelle.

#### Risques naturels
La commune fait partie du territoire à risques importants d'inondation (TRI) Saintes-Cognac-Angoulême, regroupant 46 communes concernées par un risque de débordement du fleuve Charente (34 en Charente et 12 en Charente-Maritime), un des 18 TRI qui ont été arrêtés fin 2012 sur le bassin Adour-Garonne. Les événements antérieurs à 2014 les plus significatifs sont les crues de l'hiver 1779, de 1842, de 1859, du 9 décembre 1882 du 19 février 1904, du 10 janvier 1961, de mars-avril 1962, du 24 décembre 1982 et du 8 janvier 1994. Des cartes des surfaces inondables ont été établies pour trois scénarios : fréquent (crue de temps de retour de 10 ans à 30 ans), moyen (temps de retour de 100 ans à 300 ans) et extrême (temps de retour de l'ordre de 1 000 ans, qui met en défaut tout système de protection). La commune a été reconnue en état de catastrophe naturelle au titre des dommages causés par les inondations et coulées de boue survenues en 1982, 1993, 1999, 2000, 2011, 2018 et 2021,.

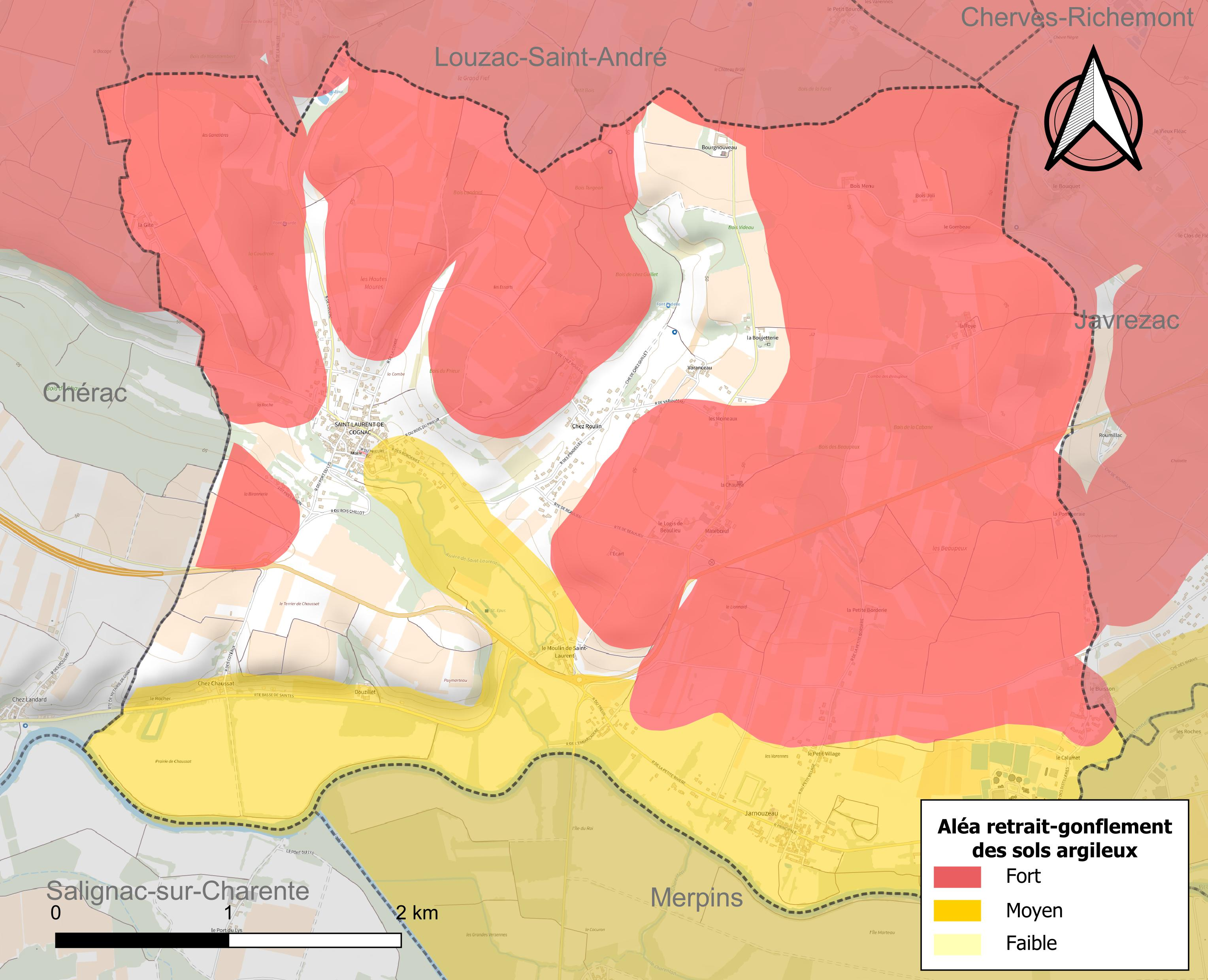
Carte des zones d'aléa retrait-gonflement des sols argileux de Saint-Laurent-de-Cognac.

Le retrait-gonflement des sols argileux est susceptible d'engendrer des dommages importants aux bâtiments en cas d’alternance de périodes de sécheresse et de pluie. 81,2 % de la superficie communale est en aléa moyen ou fort (67,4 % au niveau départemental et 48,5 % au niveau national). Sur les 428 bâtiments dénombrés sur la commune en 2019, 243 sont en aléa moyen ou fort, soit 57 %, à comparer aux 81 % au niveau départemental et 54 % au niveau national. Une cartographie de l'exposition du territoire national au retrait gonflement des sols argileux est disponible sur le site du BRGM,.
Par ailleurs, afin de mieux appréhender le risque d’affaissement de terrain, l'inventaire national des cavités souterraines permet de localiser celles situées sur la commune.
Concernant les mouvements de terrains, la commune a été reconnue en état de catastrophe naturelle au titre des dommages causés par des mouvements de terrain en 1999.

#### Risques technologiques
Le risque de transport de matières dangereuses sur la commune est lié à sa traversée par une ou des infrastructures routières ou ferroviaires importantes ou la présence d'une canalisation de transport d'hydrocarbures. Un accident se produisant sur de telles infrastructures est susceptible d’avoir des effets graves sur les biens, les personnes ou l'environnement, selon la nature du matériau transporté. Des dispositions d’urbanisme peuvent être préconisées en conséquence.

## Toponymie
Une forme ancienne, non datée mais du Moyen Âge, est Sanctus Laurentius de Combis in Agernaco (« Saint-Laurent-des-Combes de Jarnac »).
La paroisse tire son nom de Laurent de Rome (Laurentius), archidiacre, martyrisé à Rome en 259.
Les « combes » sont des vallées sèches, appellation courante dans le Sud-Ouest, et présentes dans le territoire au nord-ouest de Cognac; voir aussi Saint-André-des-Combes, l'ancienne commune voisine. À noter que l'actuelle commune de Saint-Laurent-des-Combes est dans le Sud-Charente.
La commune de Saint-Laurent, créée en 1790, devient Saint-Laurent-de-Cognac en 1956.

## Histoire
L'occupation protohistorique y est attestée par un fossé circulaire entre le moulin de Saint-Laurent et le hameau l'Écart et un fossé carré de 20 mètres de côté au nord-ouest de Chez Chaussat.
Un site de poterie et de tegulae a été prospecté près de Jarnouzeau et divers vases de céramique sigillée provenant de Jarnouzeau, sont exposés au musée de Cognac.
Au XIe siècle la paroisse dépendait de l'abbaye bénédictine Saint-Léger d'Ébreuil. C'est le chevalier Paluel qui l'a offerte en 1072 à l'abbaye d'Ébreuil qui la donna alors à son prieuré Saint-Léger de Cognac. Elle est ensuite la propriété de l'abbaye de la Chaise-Dieu qui y fonde un prieuré appartenant à l'ordre de Saint-Benoît.
Ensuite, la cure de Saint-Laurent, alors nommée Saint-Laurent-des-Combes, relevait de l'archevêché de Saintes mais Jarnouzeau de l'abbaye de Fontdouce.
Au XVIe siècle, le bourg de saint-Laurent appartenait à la famille de Lestang, puis au XVIIIe siècle, à la famille David de Saint-Marsault, ensuite aux de La Cassaigne, et enfin, aux Caminade de Chatenet.
Le 7 mars 1787 les représentants de Saint-Laurent à l'assemblée préliminaire des États généraux qui se tient à la salle capitulaire des Récollets de Cognac sont P. Poirrier de la Pommeray et le sieur Bertrand de Fontmarais.
En 1793, Pierre Poirier de Villevert, maire de Saint-Laurent, crie « vive le roi » à Cognac. Il est appréhendé est guillotiné ainsi que son épouse Marie de Lauradour, le 16 juillet 1794. Ils habitaient le logis de la Pommeraie daté de 1775.

## Administration
| Période                                  | Période  | Identité                   | Étiquette | Qualité     |
| ---------------------------------------- | -------- | -------------------------- | --------- | ----------- |
| Les données manquantes sont à compléter. |          |                            |           |             |
| 2001                                     | 2014     | Christian Fayoux           | SE        | Viticulteur |
| 2014                                     | 2020     | Alain Chollet              |           |             |
| 2020                                     | En cours | Dominique Olivier Gravelle |           |             |

La fiscalité est d'un taux de 13 % sur le bâti, 26 % sur le non bâti, et 6 % pour la taxe d'habitation (chiffres 2007).
Saint-Laurent-de-Cognac fait partie de la communauté de communes de Cognac qui prélève 12,14 % de taxe professionnelle.

## Jumelage
Kerbach : depuis 2001. Après l'annonce de la Seconde Guerre mondiale, le 1er septembre 1939, les habitants de Kerbach sont évacués à Saint-Laurent-de-Cognac.

## Démographie

### Évolution démographique
L'évolution du nombre d'habitants est connue à travers les recensements de la population effectués dans la commune depuis 1793. Pour les communes de moins de 10 000 habitants, une enquête de recensement portant sur toute la population est réalisée tous les cinq ans, les populations de référence des années intermédiaires étant quant à elles estimées par interpolation ou extrapolation. Pour la commune, le premier recensement exhaustif entrant dans le cadre du nouveau dispositif a été réalisé en 2005.

En 2022, la commune comptait 832 habitants, en stagnation par rapport à 2016 (Charente : −0,48 %, France hors Mayotte : +2,11 %).
| 1793 | 1800 | 1806 | 1821 | 1831 | 1841 | 1846 | 1851 | 1856 |
| ---- | ---- | ---- | ---- | ---- | ---- | ---- | ---- | ---- |
| 614  | 686  | 674  | 716  | 706  | 739  | 730  | 722  | 765  |

| 1861 | 1866 | 1872 | 1876 | 1881 | 1886 | 1891 | 1896 | 1901 |
| ---- | ---- | ---- | ---- | ---- | ---- | ---- | ---- | ---- |
| 697  | 766  | 782  | 757  | 720  | 756  | 749  | 767  | 533  |

| 1906 | 1911 | 1921 | 1926 | 1931 | 1936 | 1946 | 1954 | 1962 |
| ---- | ---- | ---- | ---- | ---- | ---- | ---- | ---- | ---- |
| 683  | 630  | 561  | 544  | 550  | 488  | 464  | 634  | 665  |

| 1968 | 1975 | 1982 | 1990 | 1999 | 2005 | 2006 | 2010 | 2015 |
| ---- | ---- | ---- | ---- | ---- | ---- | ---- | ---- | ---- |
| 670  | 726  | 804  | 921  | 923  | 886  | 898  | 876  | 837  |

| 2020 | 2022 | - | - | - | - | - | - | - |
| ---- | ---- | - | - | - | - | - | - | - |
| 824  | 832  | - | - | - | - | - | - | - |

### Pyramide des âges
La population de la commune est relativement âgée.
En 2018, le taux de personnes d'un âge inférieur à 30 ans s'élève à 25,7 %, soit en dessous de la moyenne départementale (30,2 %). À l'inverse, le taux de personnes d'âge supérieur à 60 ans est de 35,2 % la même année, alors qu'il est de 32,3 % au niveau départemental.
En 2018, la commune comptait 412 hommes pour 415 femmes, soit un taux de 50,18 % de femmes, légèrement inférieur au taux départemental (51,59 %).
Les pyramides des âges de la commune et du département s'établissent comme suit.
| Hommes | Classe d’âge | Femmes |
| ------ | ------------ | ------ |
| 0,7    | 90 ou +      | 0,7    |
| 7,8    | 75-89 ans    | 6,8    |
| 29,0   | 60-74 ans    | 25,4   |
| 21,9   | 45-59 ans    | 21,5   |
| 16,8   | 30-44 ans    | 17,9   |
| 9,5    | 15-29 ans    | 12,6   |
| 14,4   | 0-14 ans     | 15,0   |

| Hommes | Classe d’âge | Femmes |
| ------ | ------------ | ------ |
| 1      | 90 ou +      | 2,7    |
| 9,2    | 75-89 ans    | 12     |
| 20,6   | 60-74 ans    | 21,3   |
| 20,7   | 45-59 ans    | 20,3   |
| 16,8   | 30-44 ans    | 16     |
| 15,6   | 15-29 ans    | 13,4   |
| 16,1   | 0-14 ans     | 14,3   |

## Économie

### Agriculture
Saint-Laurent est une commune rurale viticole avec des viticulteurs et des distilleries. La viticulture est une activité importante de la commune, qui est située en Borderies, dans la zone d'appellation d'origine contrôlée du cognac.
Certains producteurs vendent cognac, pineau des Charentes et vin de pays à la propriété.
Les serres municipales de Cognac sont sur la commune de Saint-Laurent.

### Industrie
L'entreprise REVICO est une usine construite en 1971 pour retraiter les vinasses, résidus de la distillation du cognac. Elle valorise les vinasses en récupérant l’acide tartrique qu’elles contiennent et assure leur dépollution ultime au moyen d’une filière épuratrice reposant notamment sur quatre réacteurs de méthanisation. Le biogaz produit par cette usine permet de produire annuellement environ 5 000 MWh d’électricité grâce à une unité de cogénération. L'effectif est de 27 salariés en 2018.[réf. souhaitée]

### Commerces
Des commerces sont présents, une boulangerie et un bar, et des artisans, un plombier, un dépanneur électro-ménager et un électricien.

## Équipements, services et vie locale

### Enseignement
Les écoles sont l'école maternelle à Jarnouzeau (une classe) et l'école élémentaire publique (deux classes) à Saint-Laurent.
Le secteur du collège est Cognac (Claude-Boucher), avec service de ramassage départemental.

### Vie culturelle et associative
L'association Saint-Laurent 1999 membre de l'association des Saint-Laurentais organise des lotos et des manifestations détente et loisirs.

### Services publics
Cognac est à 5 km et offre tous les services d'une sous-préfecture.

### Lieux de cultes
Le culte catholique est pratiqué à l'église rénovée depuis peu.

## Lieux et monuments

### Patrimoine religieux
L'église paroissiale Saint-Laurent est une église romane dont le portail en plein cintre, à trois larges voussures ornées d'enroulements à feuillages, qui retombent sur des colonnes à chapiteaux romains, date du XIIe siècle. Un bas-côté construit au XVe siècle est séparé du chœur par des arcades ogivées. La nef et le chœur datent du XIIe siècle et la chapelle sud du XVe siècle. Elle a été restaurée aux XVIIIe siècle, XIXe siècle et en 2008.
Deux croix de chemin et une croix de cimetière dont datées du XIXe siècle.

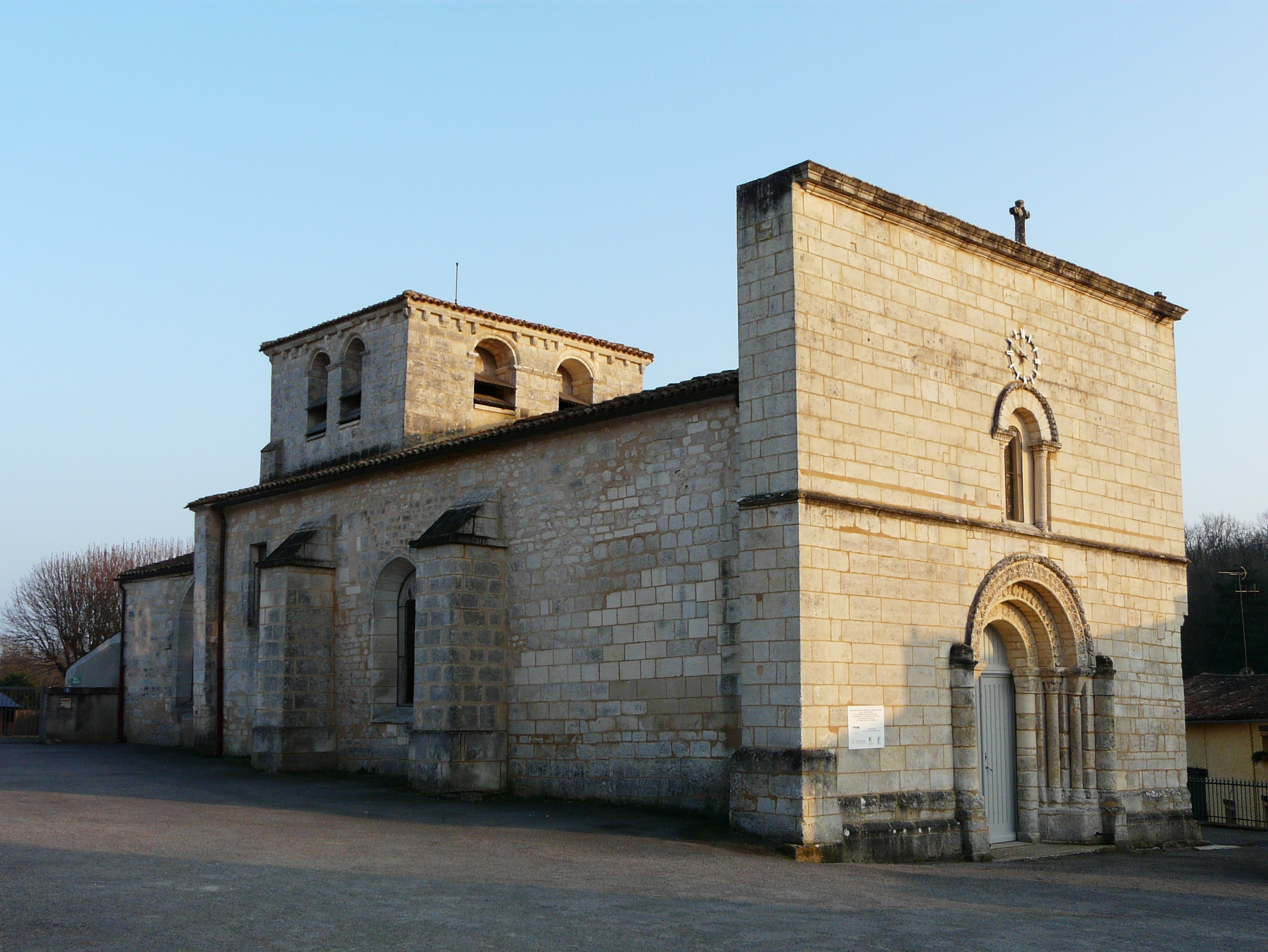
L'église.
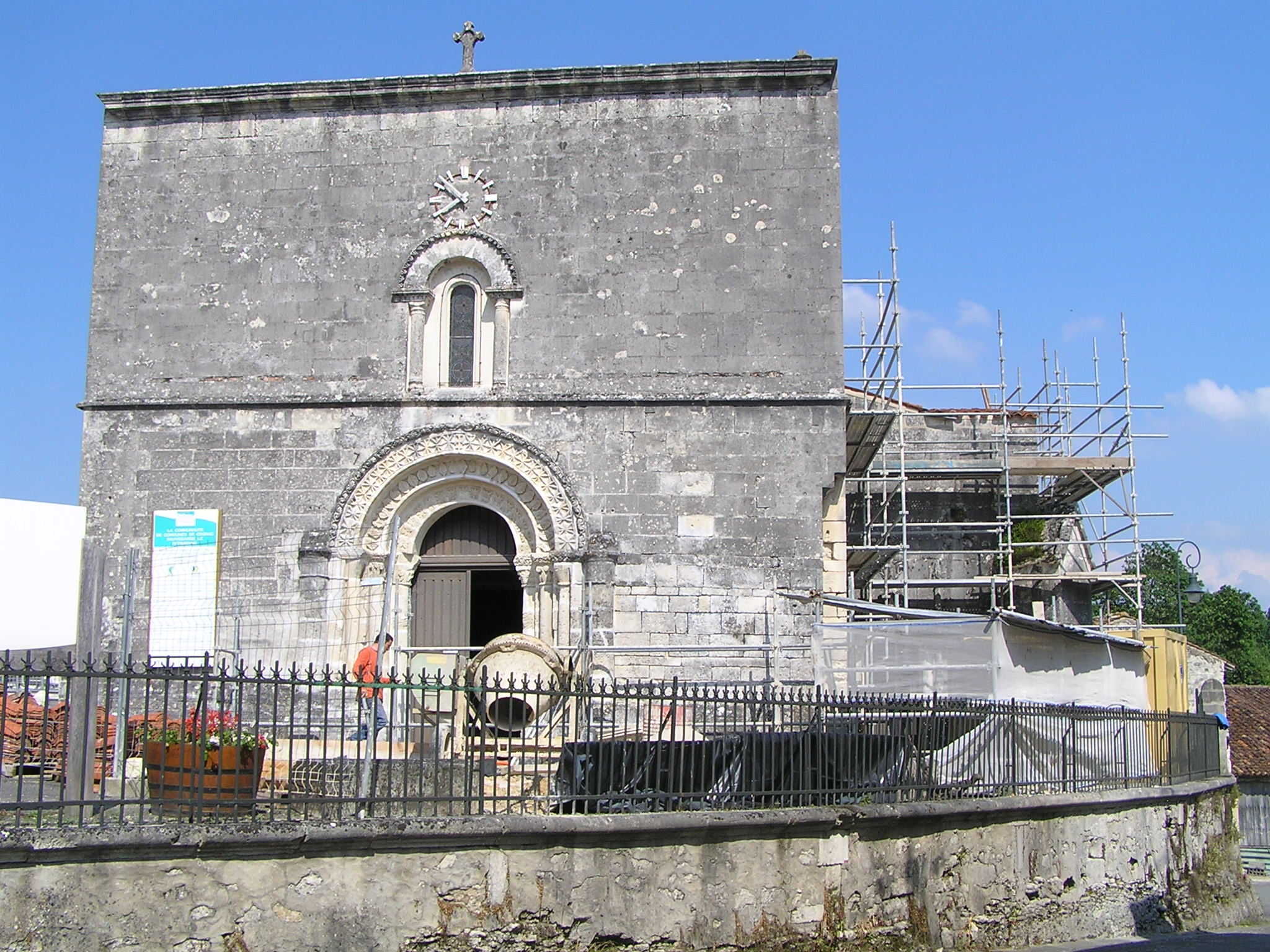
La façade ouest.
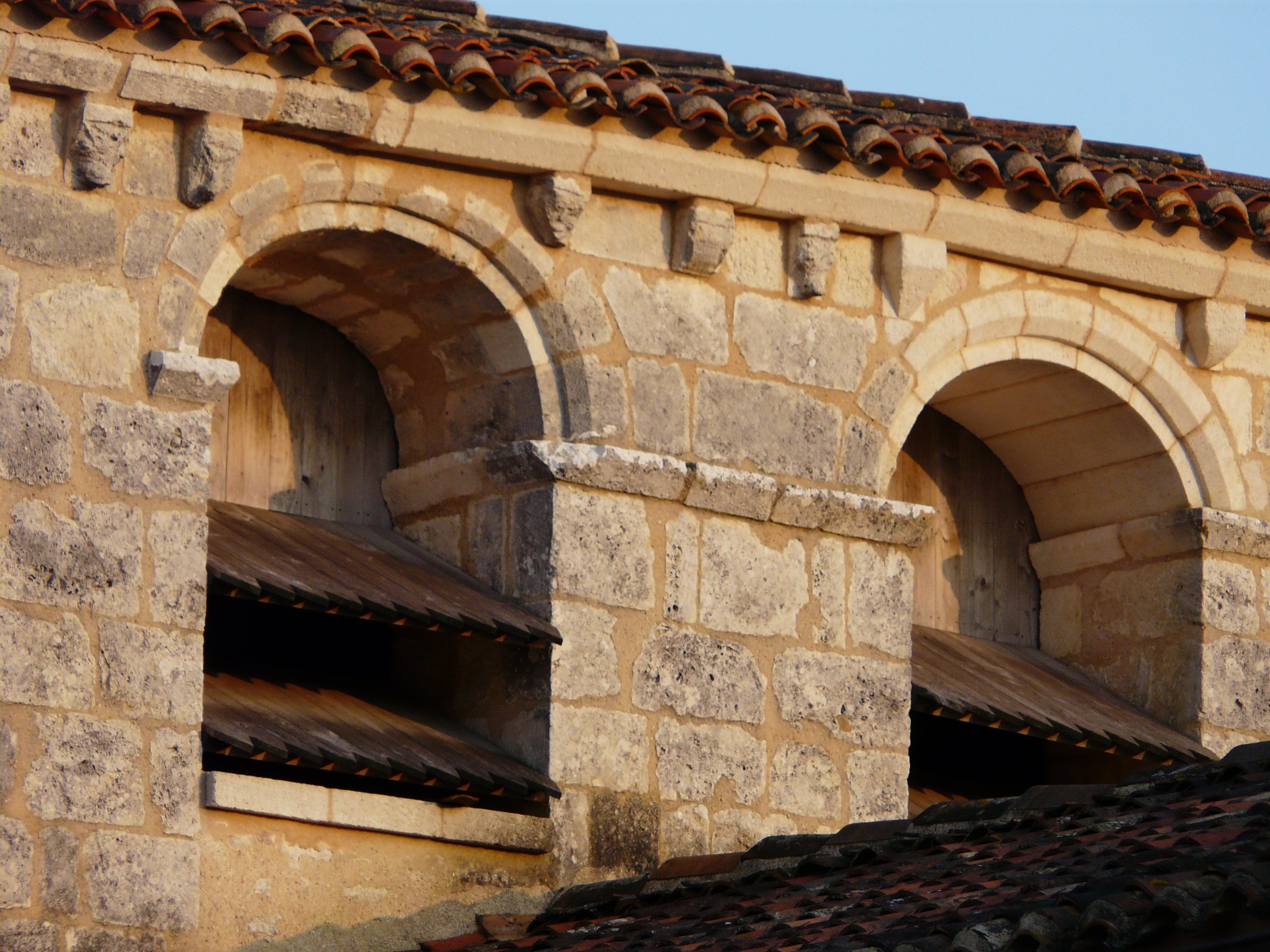
Modillons du clocher.
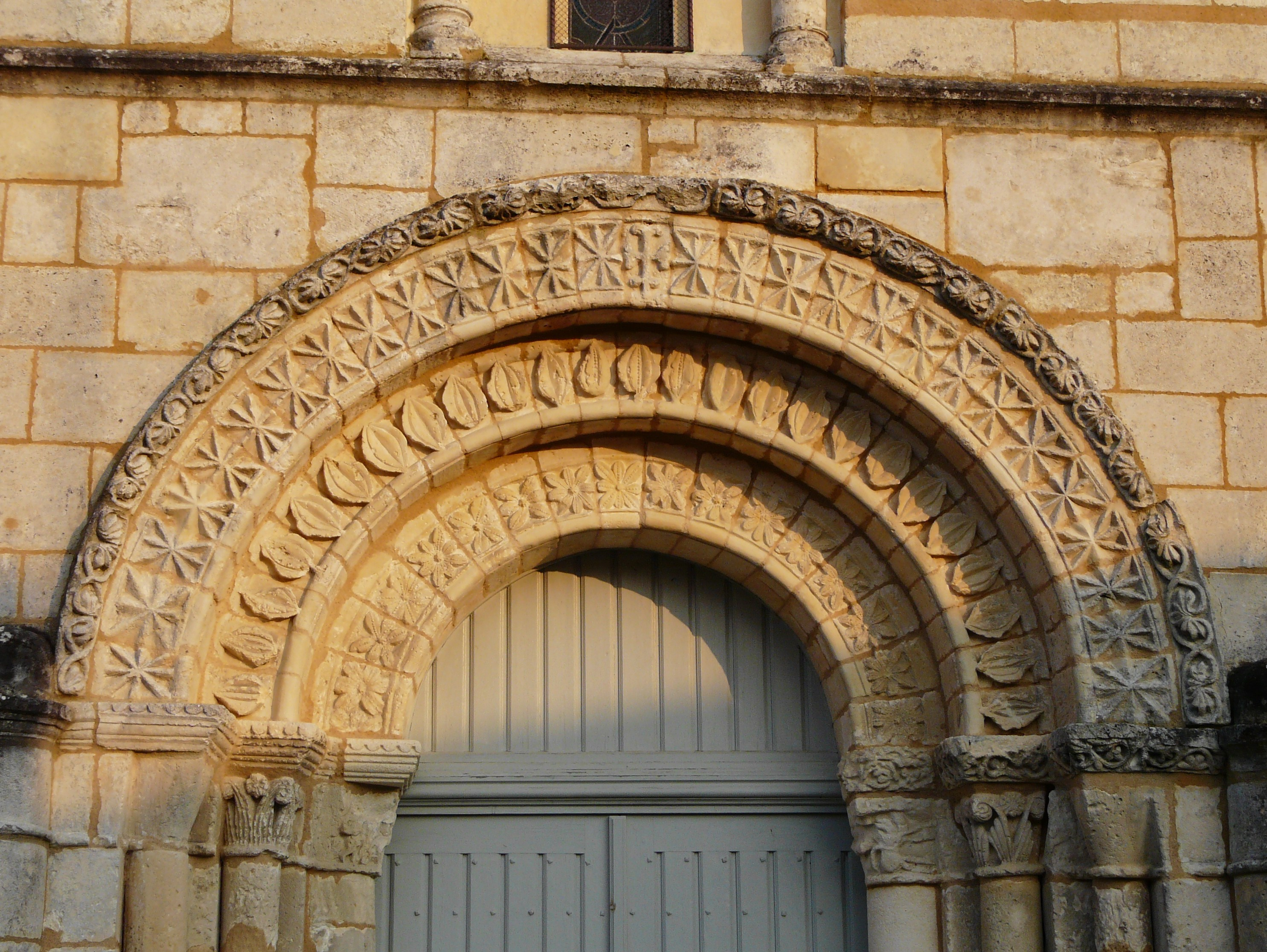
Les voussures du portail.
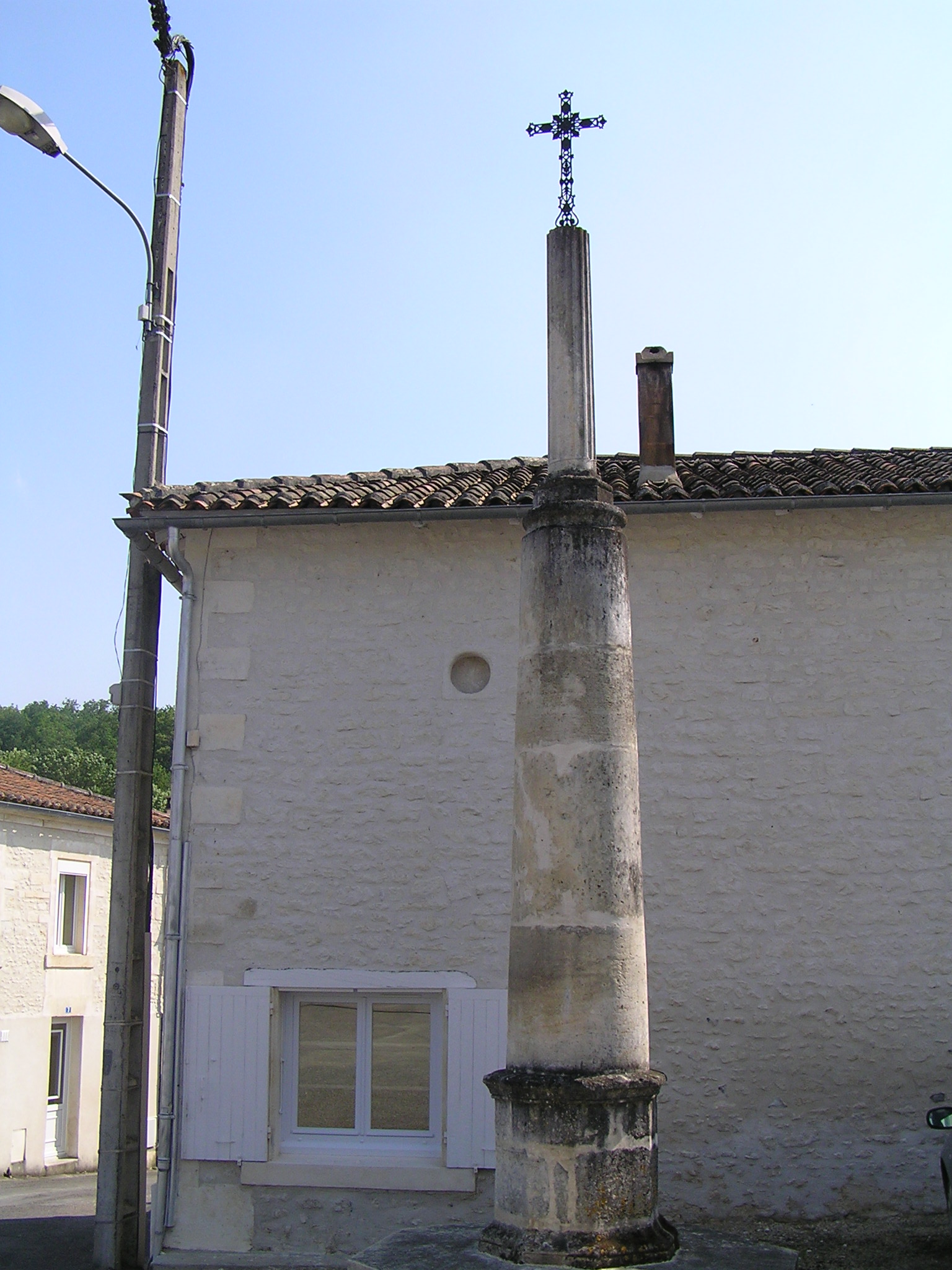
Croix devant l'église.

### Patrimoine civil

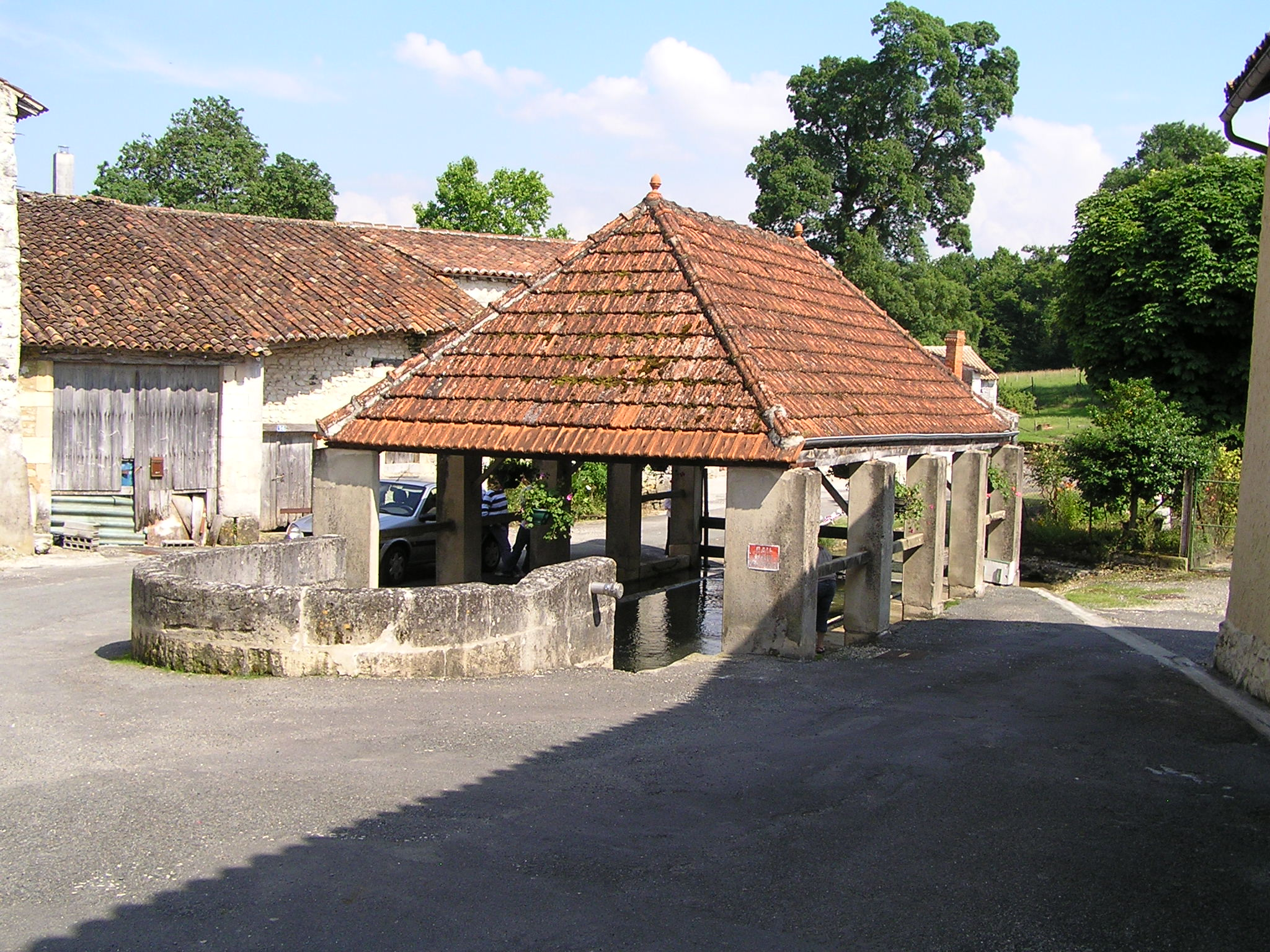
Le lavoir.

Au cœur du village la mairie dessinée par l'architecte Antoine de Goumet et construite en 1853 par F. Mallet (entrepreneur de son état) domine l'église Saint-Laurent qui surplombe le lavoir public alimenté par la fontaine de Saint-Laurent. Cette fontaine suffisait pour entraîner un moulin. Le lavoir a été conçu par l'architecte Péraud et construit en 1879 par Jean Cocuaud et Touchard respectivement maçon et charpentier.
Le monument aux morts a été construit en 1921 par Jean Cocuaud.
Moulins, maisons, fermes, forment un très riche petit patrimoine rural. La base Mérimée répertorie 21 fermes et maisons qui ont été étudiées. Le logis de Douzillet remarquable par sa porte cochère et son pigeonnier appartenait à Daniel Broussard de Font Marais et daterait du XVIIe siècle, comme la ferme du Gombeau, avec son cadran solaire et celle de la Boujetterie (remaniée au  XIXe siècle). Le logis de Bois-Menu et celui de la Pommeraie datent vraisemblablement du XVIIIe siècle et celui de Chez Chaussat avec sa terrasse encadrée de deux pigeonniers carrés à toit d'ardoise du tout début du XIXe siècle.
Du moulin de Saint-Laurent qui figure sur la carte de Cassini et sur le cadastre de 1817, il ne reste que des vestiges datant des XIVe et XVe siècles sur l'ancien tracé du cours d'eau qui depuis a été détourné. Il aurait fonctionné jusqu'en 1900. Un logis du XVIIIe siècle et un autre du XIXe siècle y sont accolés.
Le second moulin de Saint-Laurent, figure sur le cadastre de 1817 et a été construit au XVIIIe siècle.
Il reste aussi sur la commune les ruines d'un troisième moulin, lui aussi du XVIIIe siècle.

### Patrimoine environnemental
Saint-Laurent est le lieu où se rejoignent deux zones Natura 2000 : la zone Natura 2000 de la vallée de l'Antenne et la zone Natura 2000 de la Charente aval, Seugne et Coran. Ce qui forme une zone humide aux nombreuses espèces remarquables : des oiseaux, des chiroptères (les chauve-souris), des amphibiens et des poissons remarquables sont recensés. La loutre et le vison d'Europe sont présents sur Saint-Laurent.
Le GR 4 qui va de Royan à Grasse traverse la commune.